# انگولان
انگولان (به فرانسوی: Angoulins) یک کمون در فرانسه است که در شرانت-ماریتیم واقع شده‌است. انگولان ۷٫۸۶ کیلومتر مربع مساحت دارد ۴ متر بالاتر از سطح دریا واقع شده‌است.